# جيسون ديرولو
جيسون جويل ديسرولو (بالإنجليزية: Jason Joel Desrouleaux)‏ المعروف باسمه الفني جيسون ديرولو (بالإنجليزية: Jason Derulo)‏ (وأحيانا تُكتب Derülo) (مواليد 21 سبتمبر 1989 –) هو مغني، وكاتب غنائي، وراقص أمريكي من أصول هايتية.

## الألبومات
- 2010: جيسون ديرولو
- 2011: تاريخ المستقبل
- 2013: الوشم
- 2014: تكلم بقذارة
- 2015: كل شي 4
- 2016: ضربات البلاتين
- 2018: جانبين

## الأفلام
- 2013: الرقص مع النجوم
- 2014: إذا تعتقد أنك تستطيع الرقص
- 2015: إمباير
- 2016: ليب سينك باتل
- 2016: السلاح القاتل

## وصلات خارجية
جيسون ديرولو على موقع IMDb (الإنجليزية)
- جيسون ديرولو على موقع ميوزك برينز (الإنجليزية)
- جيسون ديرولو على موقع رولينغ ستون (الإنجليزية)
- جيسون ديرولو على موقع تيرنر كلاسيك موفيز (الإنجليزية)
- جيسون ديرولو على موقع إن إن دي بي (الإنجليزية)
- جيسون ديرولو على موقع أول ميوزيك (الإنجليزية)
- جيسون ديرولو على موقع ديسكوغز (الإنجليزية)
- جيسون ديرولو على موقع ديسكوغز (الإنجليزية)
- جيسون ديرولو على موقع قاعدة بيانات الفيلم (الإنجليزية)